# Cryptocephalus pitoni
Espèce
Cryptocephalus pitoni est une espèce fossile de Coléoptères de la famille des Chrysomelidae et du genre Cryptocephalus.

## Classification
L'espèce Cryptocephalus pitoni est décrite en 1937 par le paléontologue français Théobald (1903-1981). 

### Fossile
L'holotype R809 de l'ère Cénozoïque, et de l'époque Oligocène (33,9 à 23,03 Ma) vient de la collection Mieg, collection conservée au Musée d'histoire naturelle de Bâle. Ce spécimen provient du gisement de Kleinkembs (ou Kleinkems) oligocène, dans le Bade-Wurtemberg, sur la rive droite du Rhin.

### Étymologie
L'épithète spécifique pitoni rend hommage à Louis Émile Piton (1909-1945) paléontologiste français ami de Nicolas Théobald.

## Description

### Caractères
Diagnose de Nicolas Théobald en 1937, : 

« Insecte de belle couleur brun-mordoré, à reflet métallique. Élytres brun-noir au milieu (coloration due probablement à l'abdomen vu par transparence). L'Insecte est couché sur le dos, la tête et les pattes étant repliées sous le corps.
Tête large, engagée sous le prothorax ; vertex couvert de fins tubercules, très serrés ; yeux réniformes ; front incliné. Prothorax en forme de selle, large en haut, étroite en bas ; bord antérieur légèrement convexe, presque droit ; bord postérieur sinueux, angles postérieurs saillants en arrière ; surface régulière, ornée de tubercules très fins et très serrés. Les élytres couvrent tout l'abdomen ; épaules effacées ; bord antérieur concave ; se rétrécit vers l'arrière, à partir du quart postérieur ; sommet arrondi ; surface striée-ponctuée, sept ou huit lignes de points fins assez serrés. Abdomen avec six segments visibles ; face inférieure bombée. Pattes avec cuisses fortes, tibias cylindriques. ».

### Dimensions
La longueur totale est de 8 mm, la hauteur de la tête est de 1,5 mm, la longueur du prothorax est de 6 mm et la hauteur de 2,5 mm, les élytres ont une longueur de 6,5 mm.

### Affinités
« La position de la tête, les yeux réniformes, la conformation de prothorax permettent de reconnaître aisément le g. Cryptocephalus. Il a été cité dans l'ambre de Rott (C. relictus Schlechtendal), de l'Oligocène de Green River par Scudder. ».

## Biologie
« Le genre est actuellement universellement répandu. ».

## Galerie
- Quelques espèces vivantes du genre Cryptocephalus.
- Cryptocephalus nitidus.
- Cryptocephalus pini.
- Cryptocephalus sericeus.
- Cryptocephalus vittatus.

### Publication originale
- [1937] Nicolas Théobald, « Les insectes fossiles des terrains oligocènes de France 473 p., 17 fig., 7 cartes,13 tables, 29 planches hors texte », Bulletin Mensuel de la Société des Sciences de Nancy et Mémoires de la Société des sciences de Nancy, Imprimerie G. Thomas,‎ 1937, p. 1-473 (ISSN 1155-1119 et 2263-6439, OCLC 786027547). .